# Onthophagus sakainoi
Onthophagus sakainoi là một loài bọ cánh cứng trong họ Bọ hung (Scarabaeidae).